# شاغي روجرز
شاغي روجرز هو شخصية خيالية وأحد الأبطال الرئيسيين في مسلسل سكوبي دو يتم تصويره عمومًا على أنه محقق هاو، جبان ، كسول وأفضل صديق لكلبه الجبان، سكوبي دو. كان كايسي قاسم أول شخص يقوم بتأدية صوت الشخصية.